# ثغب ابن حلاف
ثغب بن حلاف عراقية ومنخفض يجتمع فيه الماء موسمياً، عراقية بناحية بصية في قضاء السلمان بمحافظة المثنى في البادية العراقية بجنوب العراق. من أبرز مناطق البادية العراقية، ومن الوجهات السياحية، غنية بالتنوع الطبيعي والأجواء الرائعة والتاريخ والتراث الثقافي. وفي المنطقة خَبْرة ابن حلاف.